# Schloss Untergrasensee

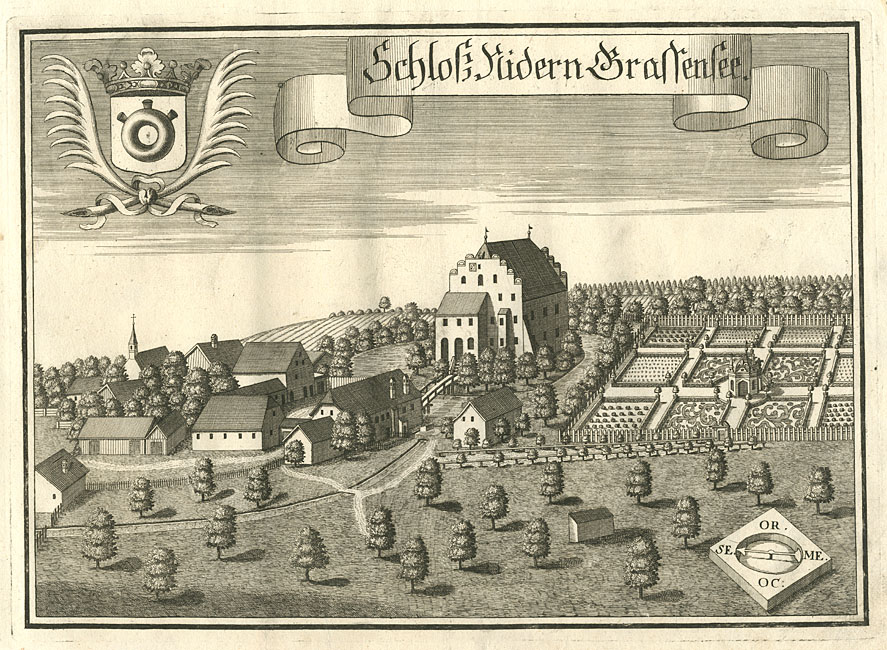
Schloss Untergrasensee nach einem Stich von Michael Wening von 1721

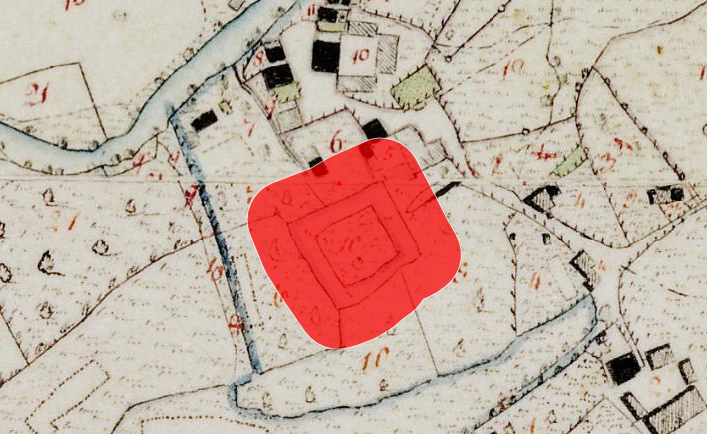
Lageplan von Schloss Untergrasensee auf dem Urkataster von Bayern

Das Schloss Untergrasensee bzw. die zugehörigen Hofmarken Ober- und Untergrasensee lagen im Gemeindeteil Untergrasensee der Stadt Pfarrkirchen im niederbayerischen Landkreis Rottal-Inn von Bayern. „Untertägige Befunde und Funde im Bereich der abgegangenen mittelalterlichen Burg und des abgegangenen frühneuzeitlichen Schlosses von Untergrasensee“ werden als Bodendenkmal unter der Aktennummer D-2-7543-0015 geführt.

## Geschichte
In Grasensee sind im 12. und 13. Jahrhundert nobiles verzeichnet, allerdings ist nicht zu entscheiden, ob diese in Ober- oder in Untergrasensee ansässig waren.

### Hofmark Obergrasensee
Im 15. Jahrhundert ist das Lehen Obergrasensee von Herzog Georg an Wolfgang Resch ausgegeben, der es von seinem Vater ererbt hatte. Auch 1509 ist als Inhaber der Hofmark mit Zubehör Wolfgang Resch eingetragen. 1531 heiratete die Tochter Anna des Resch Hans Offenheimer zu Guteneck. Dieser wurde zum Lehensträge der Anna und ihrer drei Geschwister (Georg, Margarethe, Martha). Aufgrund einer Erbteilung erhielt Anna Offenheimer die Anteile ihrer Schwestern, der Bruder war zwischenzeitlich bereits verstorben.
Vor 1590 ist die Hofmark an die Ramung übergegangen, ein Lehensbrief des Herzog Wilhelm vom 14. März 1590 weist als Lehensträger Wolf Wilhelm Ramung zu Seeholzen auf 1592 erhielt Maria Salome Ramung durch Vertrag mit ihren Verwandten das Lehen. Bis 1605/06 blieb die Familie Ramung hier ansässig, Lehensträger war der Sohn Wolf Wilhelm, Kämmerer des Herzogs Ferdinand. 1605 konnte Ernst Ramung den Sitz an seinen Vetter, Hans Jakob Edelbeck, Landrichter zu Landau, verkaufen. Nach dessen Tod ging der Sitz an seinen Sohn Georg Adam Edelbeck, Pfleger zu Winzer, über (sein Bruder Caspar Sigmund hatte ihm seinen Anteil übereignet). Am 24. November 1745 verkaufte Joseph Aloysius Herr von Edelbeck. Domherr zu Freising, die Hofmark Obergrasensee an Carl Sebastian Graf von Baumgarten.

### Sitz Untergrasensee
1423 hatten die Edelbeck den Sitz Untergrasensee von Beatrix von Camer zu Münchsdorf gekauft. Untergrasensee wurde nach dem Erwerb von Obergrasensee vereinigt. 1745 gingen beide Besitzungen an die Grafen von Baumgarten.
Während sich in Obergrasesee nur ein hölzerner Edelmannsitz befand, war in Untergrasensee seit 1606 ein gemauertes Haus. Dieses ist auch auf dem Stich von Michael Wening aus dem Jahr 1721 zu sehen. Es ist ein von einem 12 m breiten Wassergraben umgebenes zweistöckiges, satteldachgedecktes Gebäude mit Treppengiebeln auf beiden Seiten. An der Seite sind Stützmauern erkennbar, ein Baudetail, das typisch für Wasserschlösser ist. Eine hölzerne Brücke führt zu einem ebenfalls zweistöckigen Vorbau. Die durch den Wassergraben entstandene quadratische Insel hat die Ausmaße von 35 × 35 m. In unmittelbarer Mähe verlief im Westen der Anlage der Grasenseer Bach, ein rechter Zulauf zur Rott.
Grasensee blieb als Patrimonialgericht II. Klasse von 1821 bis 1848 in der Hand der Grafen von Baumgarten. Das Schlossgebäude soll heute nur noch ein Burgstall sein.